# 아프리카 국가 올림픽 위원회 연합
아프리카 국가 올림픽 위원회 연합(영어: Association of National Olympic Committees of Africa, 영어 약칭 ANOCA, 프랑스어: Association des Comités Nationaux Olympiques d'Afrique, 프랑스어 약칭 ACNOA)는 아프리카 대륙의 54개국 국가 올림픽 위원회가 모인 국제 올림픽 기구로 본부는 나이지리아 아부자에 있다. 이 기구가 올아프리카 게임을 주최한다.

## 회원국
다음의 표를 통해 각국의 국가 올림픽 위원회가 국제 올림픽 위원회의 승인을 받은 연도를 알아볼 수 있다.
| 국가                | 국가 코드 | 국가 올림픽 위원회                          | 가입/발족 연도 | 주석 |
| ------------------- | --------- | ------------------------------------------- | -------------- | ---- |
| 알제리              | ALG       | 알제리 올림픽 위원회                        | 1963/1964      |      |
| 앙골라              | ANG       | 앙골라 올림픽 위원회                        | 1979/1980      |      |
| 베냉                | BEN       | 베냉 국가 올림픽 체육 위원회                | 1962           |      |
| 보츠와나            | BOT       | 보츠와나 국가 올림픽 위원회                 | 1978/1980      |      |
| 부르키나파소        | BUR       | 부르키나파소 국가 올림픽 체육 위원회        | 1965/1972      |      |
| 부룬디              | BDI       | 부룬디 국가 올림픽 위원회                   | 1990/1993      |      |
| 카메룬              | CMR       | 카메룬 올림픽 체육 위원회                   | 1963           |      |
| 카보베르데          | CPV       | 카보베르데 올림픽 위원회                    | 1989/1993      |      |
| 중앙아프리카 공화국 | CAF       | 중앙아프리카 공화국 국가 올림픽 체육 위원회 | 1964/1965      |      |
| 차드                | CHA       | 차드 올림픽 체육 위원회                     | 1963/1964      |      |
| 코모로              | COM       | 코모로 올림픽 체육 위원회                   | 1979/1993      |      |
| 콩고 공화국         | CGO       | 콩고 국가 올림픽 체육 위원회                | 1964           |      |
| 코트디부아르        | CIV       | 코트디부아르 국가 올림픽 위원회             | 1962/1963      |      |
| 콩고 민주 공화국    | COD       | 콩고 민주 공화국 올림픽 위원회              | 1963/1968      |      |
| 지부티              | DJI       | 지부티 국가 올림픽 위원회                   | 1983/1984      |      |
| 이집트              | EGY       | 이집트 올림픽 위원회                        | 1910           |      |
| 적도 기니           | GEQ       | 적도 기니 국가 올림픽 위원회                | 1980/1984      |      |
| 에리트레아          | ERI       | 에리트레아 국가 올림픽 위원회               | 1996/1999      |      |
| 에스와티니          | SWZ       | 에스와티니 올림픽 코먼웰스 게임 협회        | 1971/1972      |      |
| 에티오피아          | ETH       | 에티오피아 올림픽 위원회                    | 1948/1954      |      |
| 가봉                | GAB       | 가봉 올림픽 위원회                          | 1965/1968      |      |
| 감비아              | GAM       | 감비아 국가 올림픽 위원회                   | 1972/1976      |      |
| 가나                | GHA       | 가나 올림픽 위원회                          | 1952           |      |
| 기니                | GUI       | 기니 국가 올림픽 체육 위원회                | 1964/1965      |      |
| 기니비사우          | GBS       | 기니비사우 올림픽 위원회                    | 1992/1995      |      |
| 케냐                | KEN       | 케냐 국가 올림픽 위원회                     | 1955           |      |
| 레소토              | LES       | 레소토 국가 올림픽 위원회                   | 1971/1972      |      |
| 라이베리아          | LBR       | 라이베리아 국가 올림픽 위원회               | 1954/1955      |      |
| 리비아              | LBA       | 리비아 올림픽 위원회                        | 1962/1963      |      |
| 마다가스카르        | MAD       | 마다가스카르 올림픽 위원회                  | 1963/1964      |      |
| 말라위              | MAW       | 말라위 올림픽 코먼웰스 게임 협회            | 1968           |      |
| 말리                | MLI       | 말리 국가 올림픽 체육 위원회                | 1962/1963      |      |
| 모리타니            | MTN       | 모리타니 국가 올림픽 체육 위원회            | 1962/1979      |      |
| 모리셔스            | MRI       | 모리셔스 올림픽 위원회                      | 1971/1972      |      |
| 모로코              | MAR       | 모로코 올림픽 위원회                        | 1959           |      |
| 모잠비크            | MOZ       | 모잠비크 국가 올림픽 위원회                 | 1979           |      |
| 나미비아            | NAM       | 나미비아 국가 올림픽 위원회                 | 1990/1991      |      |
| 니제르              | NIG       | 니제르 국가 올림픽 체육 위원회              | 1964           |      |
| 나이지리아          | NGR       | 나이지리아 올림픽 위원회                    | 1951           |      |
| 르완다              | RWA       | 르완다 국가 올림픽 체육 위원회              | 1984           |      |
| 상투메 프린시페     | STP       | 상투메 프린시페 올림픽 위원회               | 1979/1993      |      |
| 세네갈              | SEN       | 세네갈 국가 올림픽 체육 위원회              | 1961/1963      |      |
| 세이셸              | SEY       | 세이셸 올림픽 코먼웰스 게임 협회            | 1979           |      |
| 시에라리온          | SLE       | 시에라리온 국가 올림픽 위원회               | 1964           |      |
| 소말리아            | SOM       | 소말리아 올림픽 위원회                      | 1959/1972      |      |
| 남아프리카 공화국   | RSA       | 남아프리카 공화국 체육 연맹 올림픽 위원회   | 1991           |      |
| 남수단              | SSD       | 남수단 국가 올림픽 위원회                   | 2015           |      |
| 수단                | SUD       | 수단 올림픽 위원회                          | 1956/1959      |      |
| 탄자니아            | TAN       | 탄자니아 올림픽 위원회                      | 1968           |      |
| 토고                | TOG       | 토고 국가 올림픽 위원회                     | 1963/1965      |      |
| 튀니지              | TUN       | 튀니지 올림픽 위원회                        | 1957           |      |
| 우간다              | UGA       | 우간다 올림픽 위원회                        | 1950/1956      |      |
| 잠비아              | ZAM       | 잠비아 국가 올림픽 위원회                   | 1964           |      |
| 짐바브웨            | ZIM       | 짐바브웨 올림픽 위원회                      | 1934/1980      |      |